# Liste fossil-thermischer Kraftwerke in Österreich
Die Liste bietet einen Überblick über thermische Kraftwerke mit fossilen Brennstoffen in Österreich.

## Liste aktiver fossil-thermischer Kraftwerke
| Name                                   | Leistung Elektrisch in MWel | Leistung Thermisch in MWth | Regelarbeit in Mio. kWh/Jahr    | Energieträger                             | Fertig- stellung | Bun- des- land | Betreiber                          |
| -------------------------------------- | --------------------------- | -------------------------- | ------------------------------- | ----------------------------------------- | ---------------- | -------------- | ---------------------------------- |
| Gas- und Dampfkraftwerk Mellach        | 832                         | 400                        | 4.980                           | Erdgas                                    | 2012             | Stmk           | VERBUND Thermal Power GmbH & Co KG |
| Kraftwerk Theiß                        | 775                         | -                          | -                               | Erdgas, Heizöl S                          | 1974             | NÖ             | EVN AG                             |
| Kraftwerk Simmering 1                  | 700                         | 450                        | -                               | Erdgas                                    | 2009             | Wien           | Wien Energie                       |
| Gas- und Dampfkraftwerk Timelkam       | 405                         | -                          | 2.000                           | Erdgas                                    | 2008             | OÖ             | Energie AG OÖ                      |
| Kraftwerk Simmering 3                  | 365                         | 350                        | -                               | Erdgas, Heizöl S                          | 1992             | Wien           | Wien Energie                       |
| Kraftwerk Dürnrohr 2                   | 352                         | -                          | -                               | Steinkohle (bis 2. August 2019), Erdgas   | 1986             | NÖ             | EVN AG                             |
| Dampfkraftwerk Donaustadt 3            | 347                         | 250                        | -                               | Erdgas                                    | 2001             | Wien           | Wien Energie                       |
| Kraftwerk voestalpine Linz             | 267                         | -                          | 1.750                           | Gichtgas, Kokereigas, Erdgas              | 1941             | OÖ             | voestalpine AG                     |
| Fernheizkraftwerk Mellach              | 246                         | 230                        | -                               | Steinkohle (bis 31. März 2020), Erdgas    | 1986             | Stmk           | VERBUND Thermal Power GmbH & Co KG |
| Fernheizkraftwerk Linz-Mitte           | 217                         | 171                        | -                               | Erdgas, Heizöl                            | 1970             | OÖ             | Linz AG                            |
| Fernheizkraftwerk Linz-Süd             | 171                         | 150                        | 640 Mio. kWhel / 475 Mio. kWhth | Erdgas, Heizöl (Reserve)                  | 1993             | OÖ             | Linz AG                            |
| Kraftwerk Korneuburg 1                 | 154                         | -                          | -                               | Erdgas                                    | 1958             | NÖ             | EVN AG                             |
| Heizkraftwerk der Raffinerie Schwechat | 120                         |                            | -                               | flüssige und gasförmige Mineralölprodukte |                  | NÖ             | OMV                                |
| Heizkraftwerk Salzburg Mitte           | 83,6                        | 127                        |                                 | Erdgas                                    | 2003             | Sbg            | Salzburg AG                        |
| Kraftwerk Simmering 2                  | 60                          | 150                        | -                               | Erdgas                                    | 2009             | Wien           | Wien Energie                       |
| Heizkraftwerk Salzburg Nord            | 13,7                        | 49,5                       | 31 Mio. kWhel / 158 Mio. kWhth  | Erdgas, Heizöl (Reserve)                  | 1972             | Sbg            | Salzburg AG                        |
| Müllverbrennungsanlage Spittelau       | 6                           | 460                        | 40 Mio. kWhel/ 470 Mio. kWhth   | Erdgas, Heizöl, (Hausmüll)                | 1971             | Wien           | Fernwärme Wien                     |

## Liste stillgelegter fossil-thermischer Kraftwerke
| Name                                                           | Leistung Elektrisch in MWel | Leistung Thermisch in MWth | Regelarbeit in Mio. kWh/Jahr | Energieträger              | Fertig- stellung | Stilllegung | Bun- des- land | Betreiber                          |
| -------------------------------------------------------------- | --------------------------- | -------------------------- | ---------------------------- | -------------------------- | ---------------- | ----------- | -------------- | ---------------------------------- |
| Kraftwerk Dürnrohr 1                                           | 405                         | -                          | -                            | Steinkohle, Erdgas         | 1986             | 2015        | NÖ             | VERBUND Thermal Power GmbH & Co KG |
| Dampfkraftwerk Voitsberg (mittlerweile abgerissen)             | 330                         | -                          | -                            | Braunkohle                 | 1983             | Ende 2012   | Stmk           | A-Tec Industries                   |
| Kraftwerk Korneuburg 2                                         | 285                         | -                          | -                            | Heizöl S                   | 1958             | 1999/2000   | NÖ             | VERBUND Thermal Power GmbH & Co KG |
| Kraftwerk Riedersbach 2                                        | 176                         | -                          | 740,0                        | Steinkohle                 | 1986             | 2016        | OÖ             | Energie AG OÖ                      |
| Fernheizkraftwerk Neudorf-Werndorf 2 (mittlerweile abgerissen) | 164                         | -                          | -                            | Erdgas, Heizöl S           | 1976             | 2014        | Stmk           | VERBUND Thermal Power GmbH & Co KG |
| Gas- und Dampfkraftwerk Leopoldau (Turbinenschaden)            | 142                         | 170                        | -                            | Erdgas                     | 1975             |             | Wien           | Wien Energie                       |
| Kraftwerk Timelkam 3                                           | 120                         | -                          | 15,0                         | Erdgas                     | 1974             | 2013        | OÖ             | Energie AG OÖ                      |
| Zeltweg (2014 abgerissen)                                      | 118                         | -                          | -                            | Braunkohle                 | 1963             | Ende 2012   | Stmk           | VERBUND Thermal Power GmbH & Co KG |
| St. Andrä (mittlerweile abgerissen)                            | 110                         | -                          | -                            | Braunkohle                 | 1959             | 2011        | Ktn            | VERBUND Thermal Power GmbH & Co KG |
| Kraftwerk Hohe Wand (Neunkirchen, Peisching)                   | 79                          | -                          | 500,0                        | Steinkohle, Erdgas, Heizöl | 1964             | 1987        | NÖ             | NEWAG                              |
| Kraftwerk Timelkam 2                                           | 66                          | -                          | 350,0                        | Steinkohle                 | 1962             | 2009        | OÖ             | Energie AG OÖ                      |
| Kraftwerk Riedersbach 1                                        | 55                          | -                          | 140,0                        | Steinkohle                 | 1969             | 2010        | OÖ             | Energie AG OÖ                      |
| Gaskraftwerk Neusiedl an der Zaya (abgerissen 2005)            | 21                          | -                          | n.a.                         | Erdgas                     | 1944             | 1982        | OÖ             | NEWAG/NIOGAS                       |